# Badische II d
Die Dampflokomotiven der Gattung II d der Großherzoglich Badischen Staatseisenbahn waren Schnellzuglokomotiven, die von der Firma Maffei in München gebaut wurden. Sie waren bei ihrem Erscheinen im Jahr 1902 die größten Schnellzuglokomotiven in Europa.
Das Leistungsprogramm sah vor, dass bei einer Steigung von 3,3 Promille und einem Zug von 200 t eine Geschwindigkeit von 100 km/h zu fahren sei. Von den sieben eingereichten Entwürfen erhielt schließlich Maffei den Zuschlag.
Im April 1904 erreichte eine II d bei einer Probefahrt zwischen Offenburg und Freiburg im Breisgau mit einem Zug aus vier Wagen (138 t) eine Höchstgeschwindigkeit von 144 km/h und einen Schnitt von 116 km/h auf 62,5 km. Dies war ein deutscher Rekord für Dampflokomotiven, der allerdings schon 1907 von der Bayerischen S 2/6 überboten wurde. Anders als die S 2/6 war die II d allerdings eine Serienlokomotive und keine speziell für Hochgeschwindigkeitsfahrten konstruierte Versuchsbauart. Die II d blieb die schnellste deutsche Atlantic, auch wenn ihr die Preußische S 7 mit 143 km/h recht nahegekommen ist.

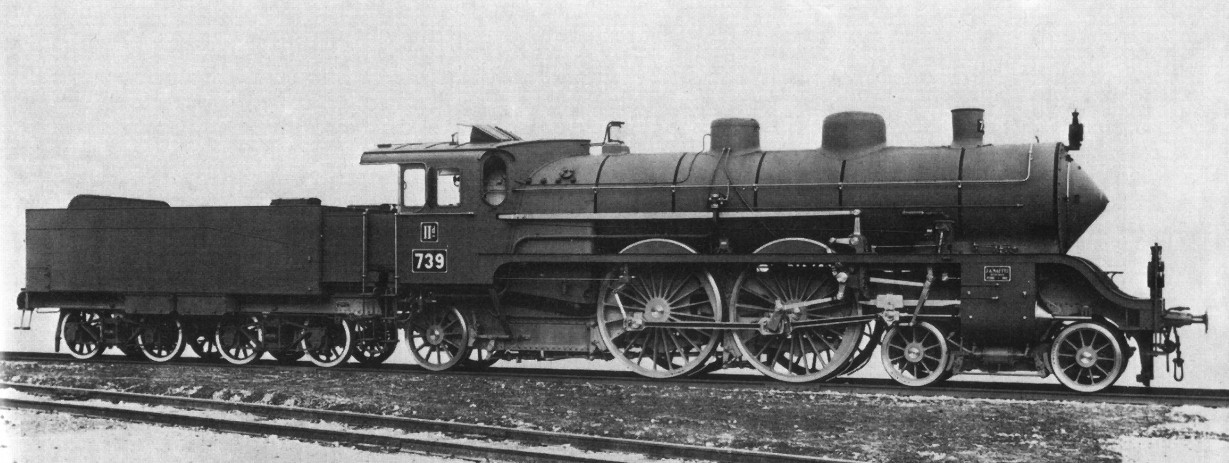
Nr. 739

Insgesamt wurden zwölf Maschinen (Nr. 733–744) 1902 von Maffei und sechs (Nr. 745–750) 1905 von der MBG Karlsruhe gebaut. Eine wurde schon 1903 nach einem Unfall verschrottet. Die Loks waren in Offenburg stationiert und bedienten den schweren Schnellzugdienst. Die täglichen Laufleistungen betrugen über 700 km, somit kamen jährlich rund 140.000 km zusammen. Nach dem Ersten Weltkrieg gingen zehn Stück als Reparationsleistung nach Frankreich, wo sie bei den Chemins de fer de l’État die Nummern 221-901 bis 221-910 erhielten.
Für die Deutsche Reichsbahn waren nach einem vorläufigen Umzeichnungsplan noch die restlichen sieben Exemplare mit den Nummern 14 401–14 403 und 14 451–14 454 vorgesehen; zu einer Umzeichnung ist es jedoch nicht mehr gekommen, da alle II d schon bis 1925 ausgemustert waren. In Frankreich hielten sich die Lokomotiven dagegen noch bis 1934.
Die Maschinen verfügten über einen innenliegenden Blechrahmen. Der Langkessel bestand aus fünf Schüssen. Die Rauchkammertür war stark kegelig ausgeführt. Die Lokomotiven der Maschinenbaugesellschaft Karlsruhe erhielten einen sogenannten „Blumentopf“-Schornstein, der aber das Aussehen der Loks verschlechterte. Das Vierzylinder-Nassdampftriebwerk trieb die erste Kuppelachse an. Alle Zylinder lagen in einer Querebene. Die hintere Laufachse war als rückstellbare Adamsachse ausgeführt. Die Seitenbeweglichkeit betrug 25 mm. Das Führerhaus hatte eine Windschneide. Die Loks waren mit einem Schlepptender der Bauart 2'2' T 20 ausgestattet.